# Lectio
Lectio er et dansk webbaseret lektionssystem udviklet af det danske softwarefirma MaCom A/S. Siden hjemmesidens lancering i august 2003 har antallet af brugere været stigende, og i 2009 benyttes systemet af 3/4 af alle Danmarks gymnasieelever.

## Fodnoter
1. ↑  Lectio – Referencer – MaCom.dk. Hentet 20. maj 2009

| Skole | Spire Denne artikel om en skole, en uddannelsesinstitution eller uddannelse er en spire som bør udbygges. Du er velkommen til at hjælpe Wikipedia ved at udvide den. |